# Eix (mecànica)

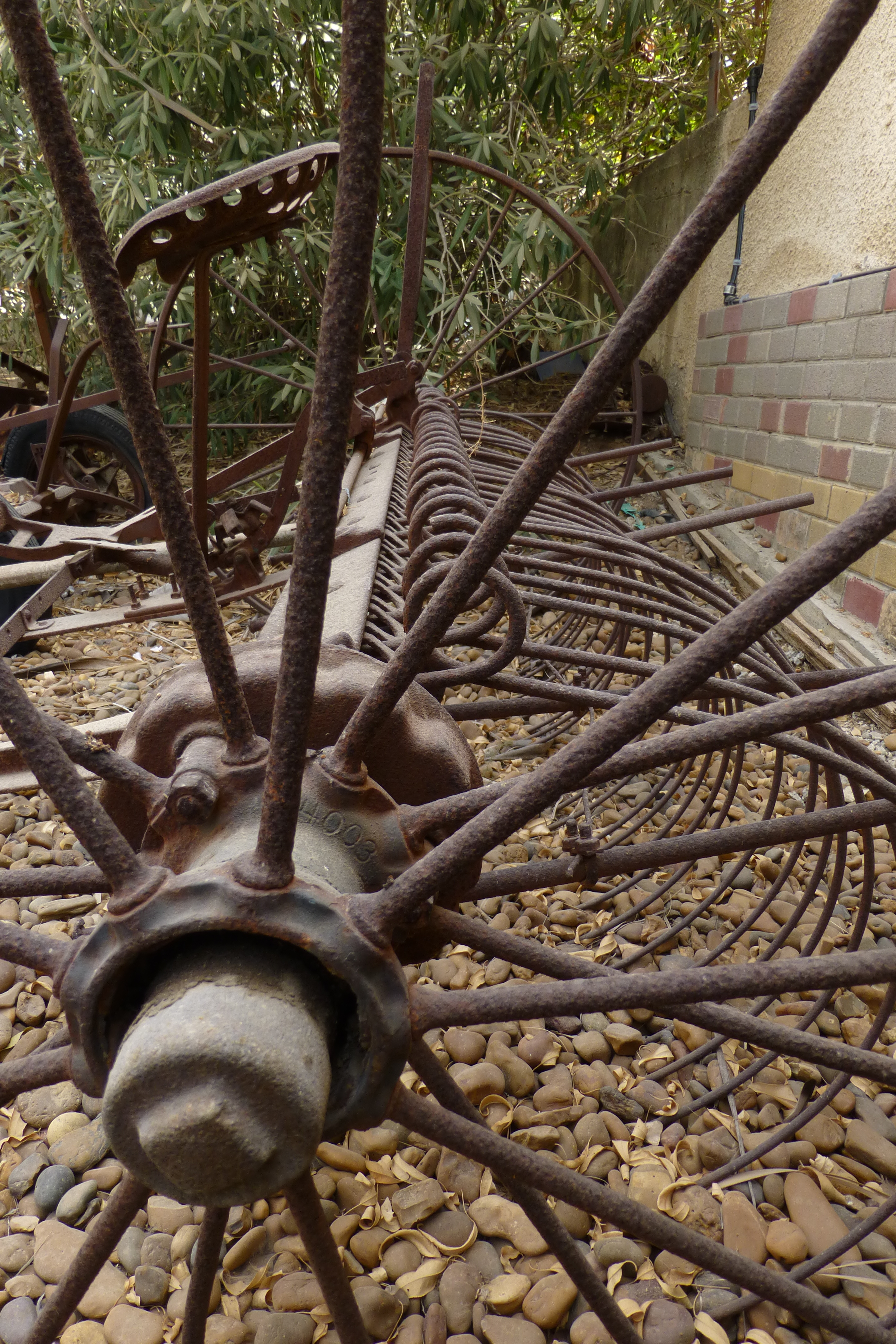
Eix

L'eix és un element de la mecànica que serveix per guiar el moviment de rotació d'una o d'un conjunt de peces, com una roda o un engranatge. Hi ha dos tipus bàsics d'eixos: els fixos, i els que són acompanyats per algun sistema de rodament que els fan girar.
En les locomotores i els automotors, l'eix motor és el que rep directament l'impuls motor o de tracció, és l'eix que porta les rodes motrius. L'eix acoblat és el que està unit mecànicament a l'eix motor mitjançant bieles d'acoblament o engranatges, per la qual unió van sincronitzats ambdós eixos i la força d'adherència augmenta.

## Diferència entre eix i arbre
En la parla col·loquial eix i arbre es confonen sense ocasionar confusió. Però, en llenguatge tècnic, és convenient distingir-los.
En enginyeria mecànica un arbre és un eix que transmet parell. Per exemple l'arbre de sortida d'un motor o d'una transmissió.
Un eix no transmet parell o moment motor. Només serveix de suport a una roda, una roda dentada o element similar.
Els esforços, les tensions que han de suportar els arbres i els eixos són molt diferents. Tradicionalment la denominació d'un arbre de lleves és tècnicament correcta.

## Aspectes filosòfics
L'obra de Laozi (Lao Tse) Dao De Jing (Tao te King), fa referència a les parts materials i al buit destacant que el forat d'una roda (on no hi ha matèria), en permetre l'allotjament d'un eix, és el que fa possible un funcionament correcte.

## Eixos de rodes
Els casos més senzills d’eixos combinats amb rodes són els següents.

### Carretó manual[10]
Els carretons manuals acostumen a disposar d’una roda única situada a la part davantera de l’aparell. La roda pot anar fixada a l’eix (i els extrems de l’eix girant solidàriament sobre l’estructura; els dos braços de l’estructura) i també pot girar lliurement sobre l’eix. Hi ha diverses solucions possibles amb coixinets o rodolaments.
En qualsevol cas, l'eix actua com una biga. Suporta una càrrega concentrada central i la transmet als extrems. L'eix no pateix cap esforç de torsió.

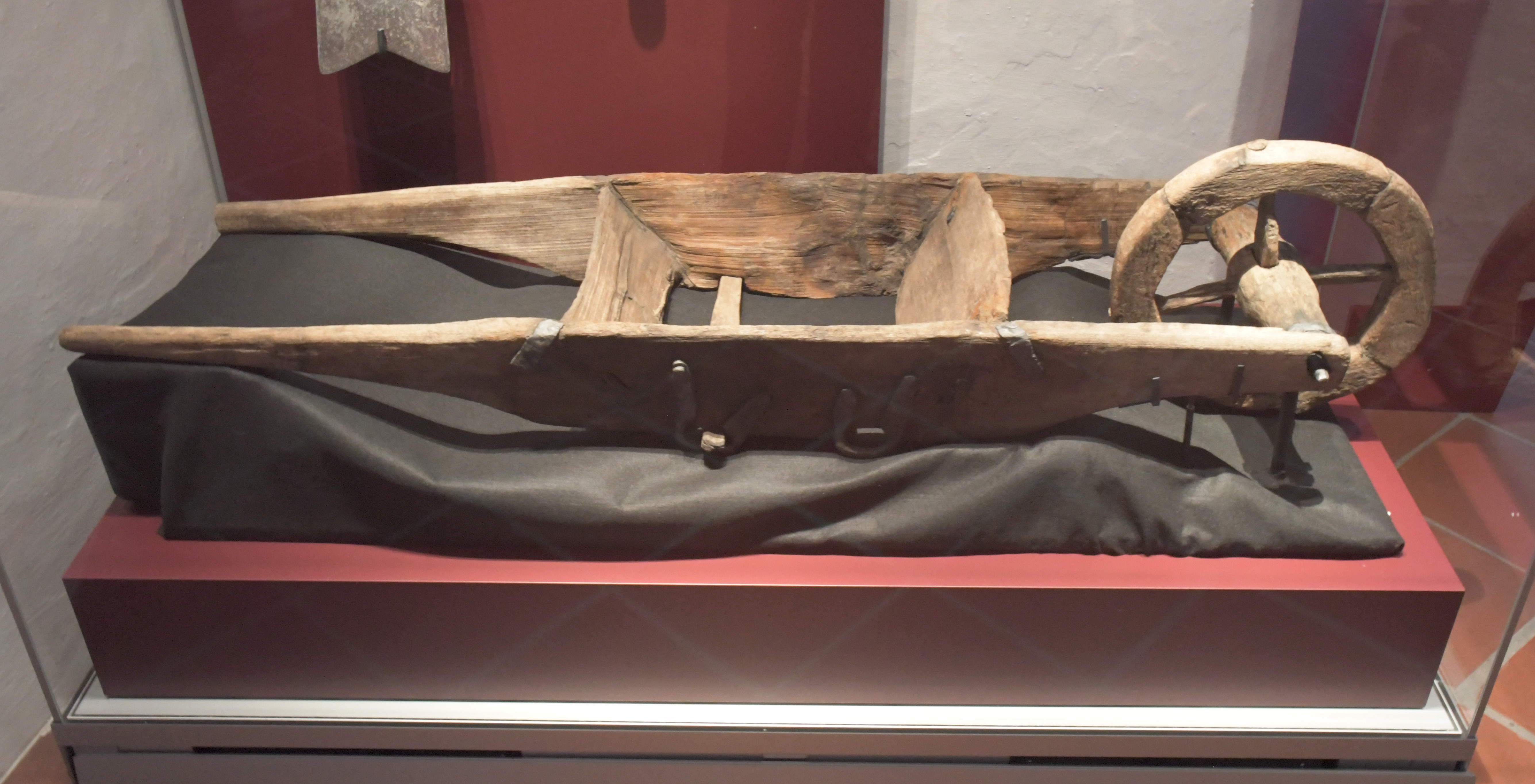
Carretó de fusta. El més antic conservat a Europa.
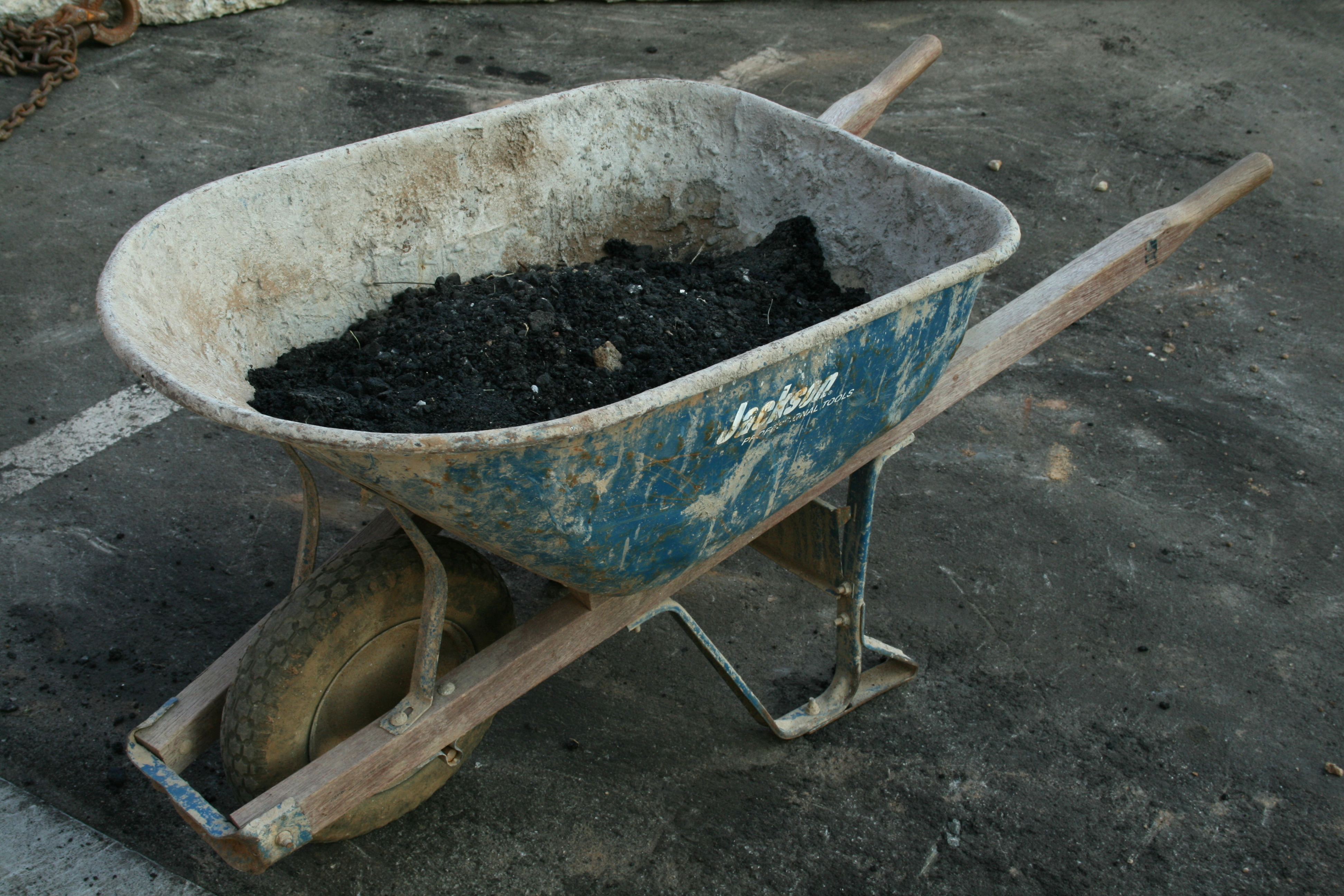
Carretó metàl·lic amb roda de goma.
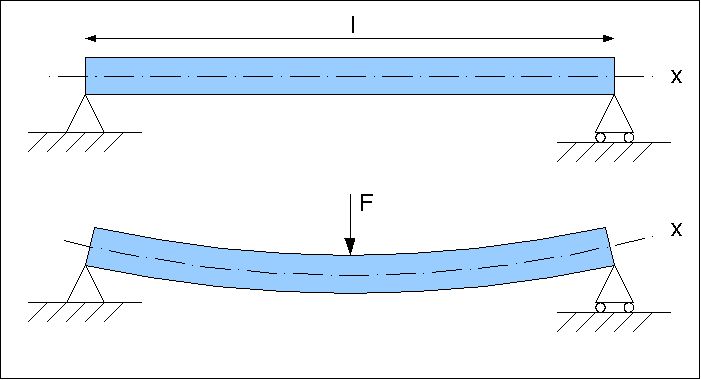
Biga amb extrems lliures i càrrega central

### Carro de guerra egipci
Cada roda de les dues d’un carro de guerra egipci podia girar lliurement sobre un eix fix (tradicionalment anomenat fusell). El botó d’una roda era molt ample i oferia una bona guia a la roda. El greixat d’aquest coixinet permetia una lubricació hidrodinàmica. Anàlogament al cas del carreto, l’eix actuava com una biga.

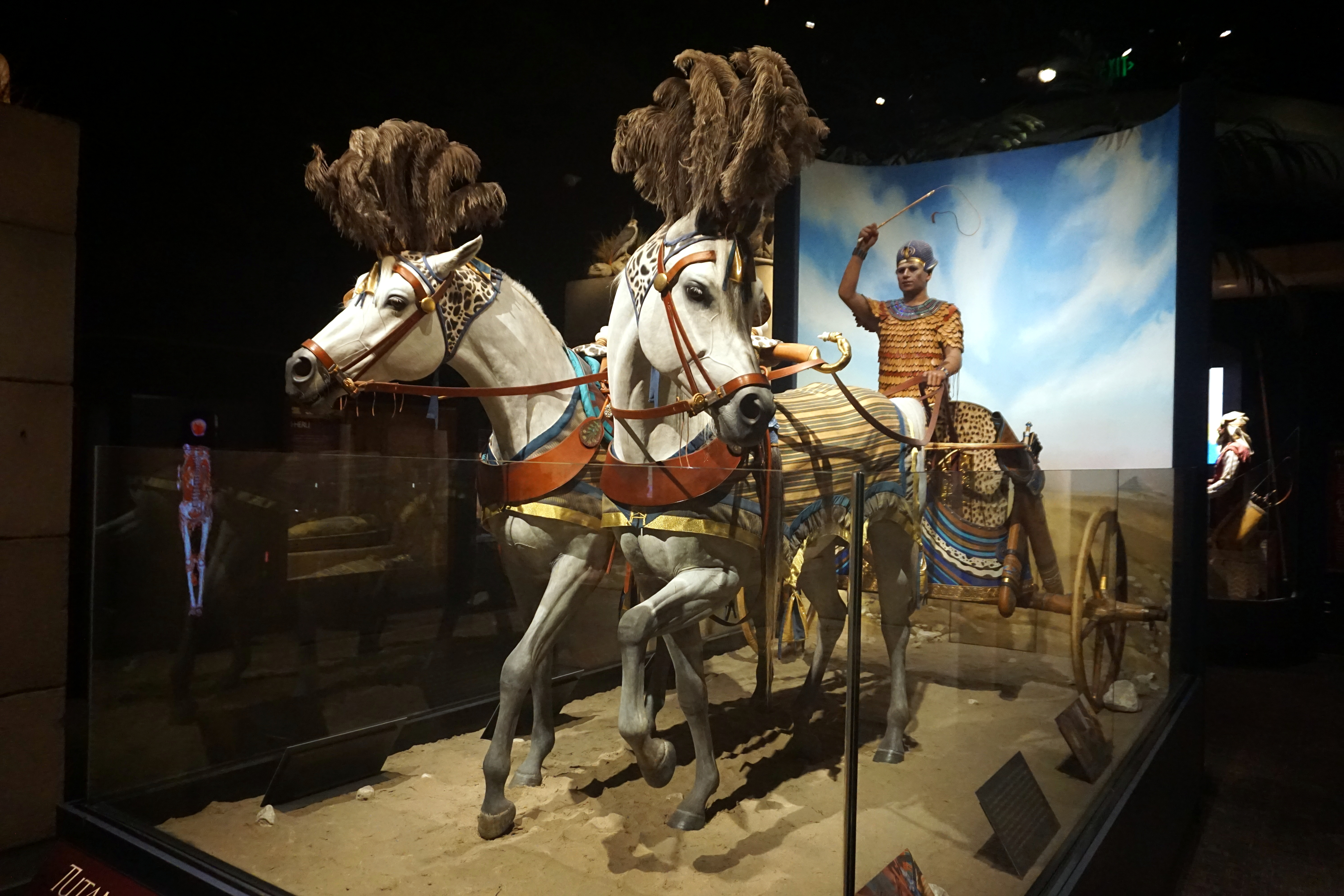
Rèplica de Tuthankamon en un carro de guerra.
Esquema de la lubricació hidrodinàmica

### Rodes de bicicletes
Les rodes d’una bicicleta giren sobre un eix. Una peça anomenada boixa serveix d’ancoratge als rajos (o sistema similar). Entre l’eix i la boixa hi pot haver rodolaments de boles o dos conjunts de boles

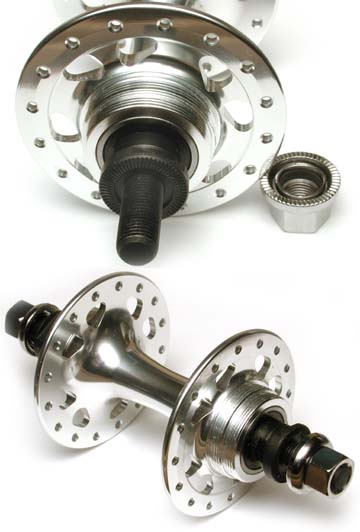
Conjunt de boixa i eix en una roda de bicicleta
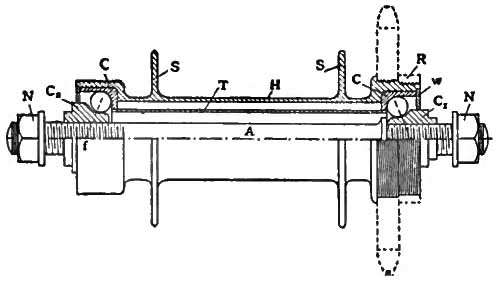
Comparació de boixes i terminologia en anglès

### «Eixos» d’automòbil i altres vehicles a motor
En sentit figurat el terme «eix» pot referir-se al conjunt de dues rodes i la carcassa que les uneix: així, eix davanter equival a tren davanter. Un tren motriu consta de dos semi-arbres (semi-eixos o paliers), un diferencial i una corona de reducció.

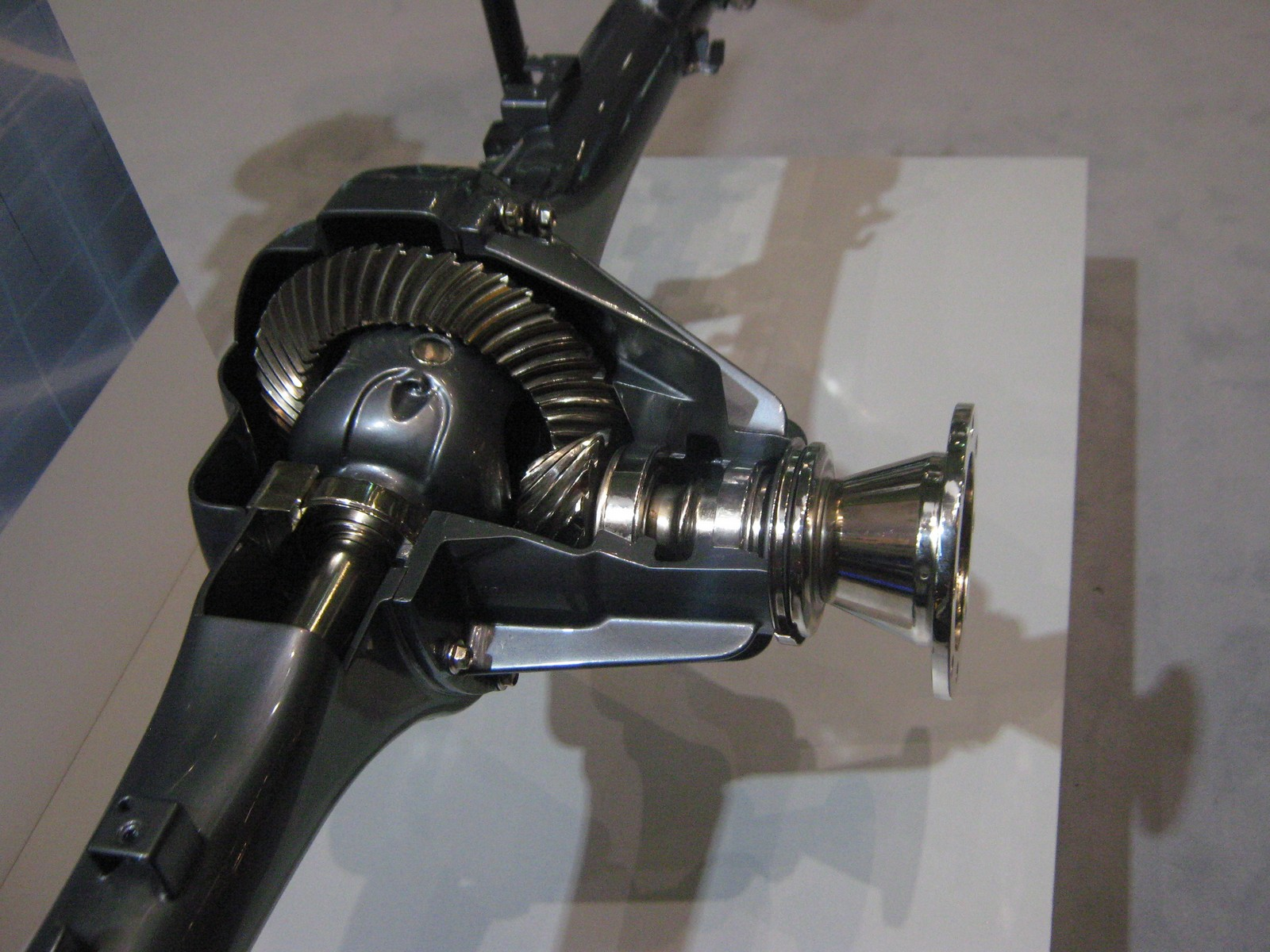
"Eix" rígid posterior amb la carcassa parcialment tallada. Mostrant el sistema reductor i altres elements
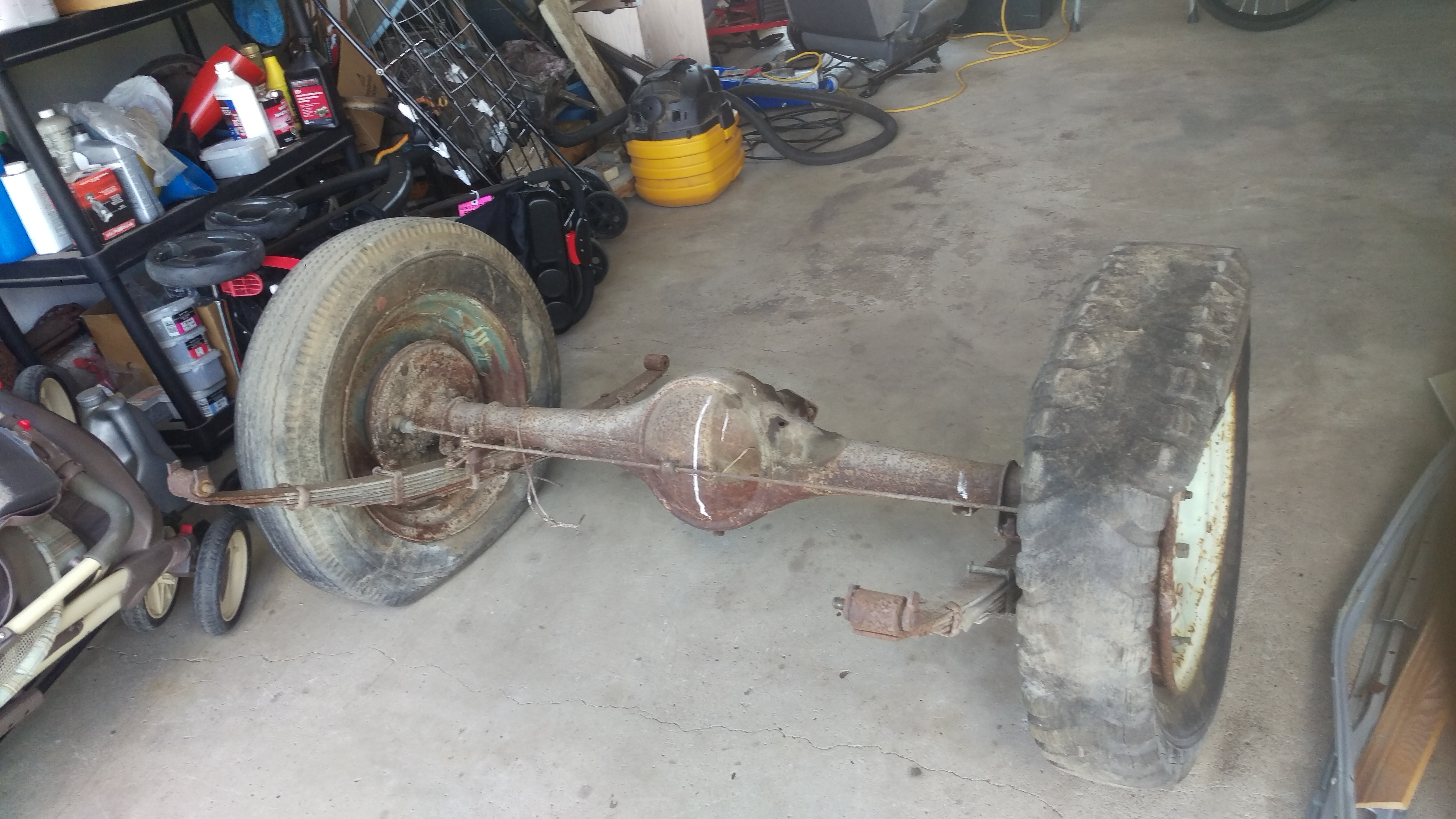
Eix rígid posterior. Tren format per dues rodes, una carcassa, un diferencial i dos paliers (o semi-eixos)

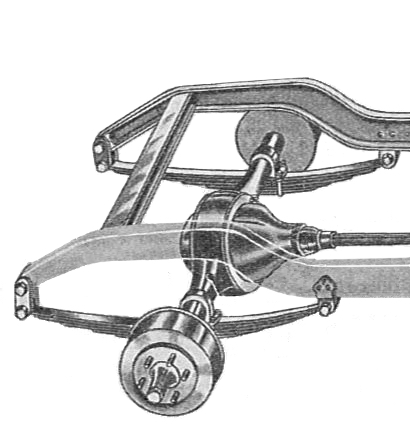
"Eix" rígid posterior. Tot el tren forma un conjunt rígid. Es poden observar les ballestes de suspensió ancorades a l'estructura. La part anterior de les ballestes s'articula sobre un eix. La part posterior s'articula sobre un element basculant.
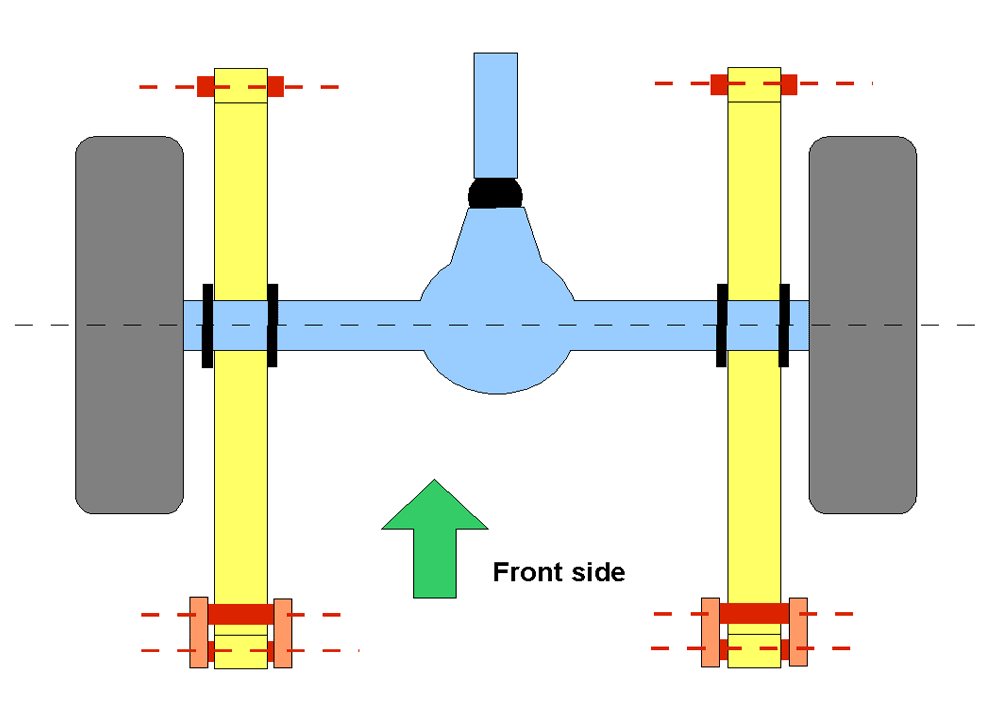
"Eix" rígid posterior (en blau). Ballestes de suspensió (en groc).

#### Arbres de transmissió
En la solució tradicional de motor davanter i transmissió a les rodes posteriors, hi ha un arbre de transmissió longitudinal que transmet la potència fins al diferencial posterior. Els arbres clàssics eren d'acer i massissos. Hi ha solucions modernes amb arbres tubulars de fibra de carboni.

### Camions i similars
També en els camions és freqüent parlar d’eixos, referint-se a un tren de rodes. Hi ha trens de dues rodes i de quatre rodes.

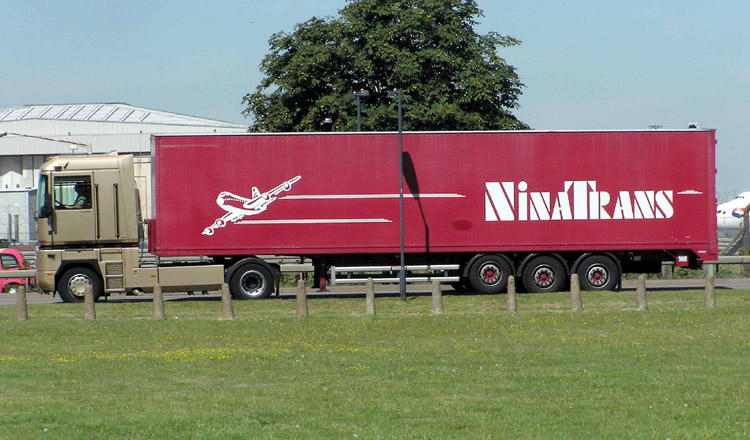
Camió articulat amb remolc de tres"eixos"
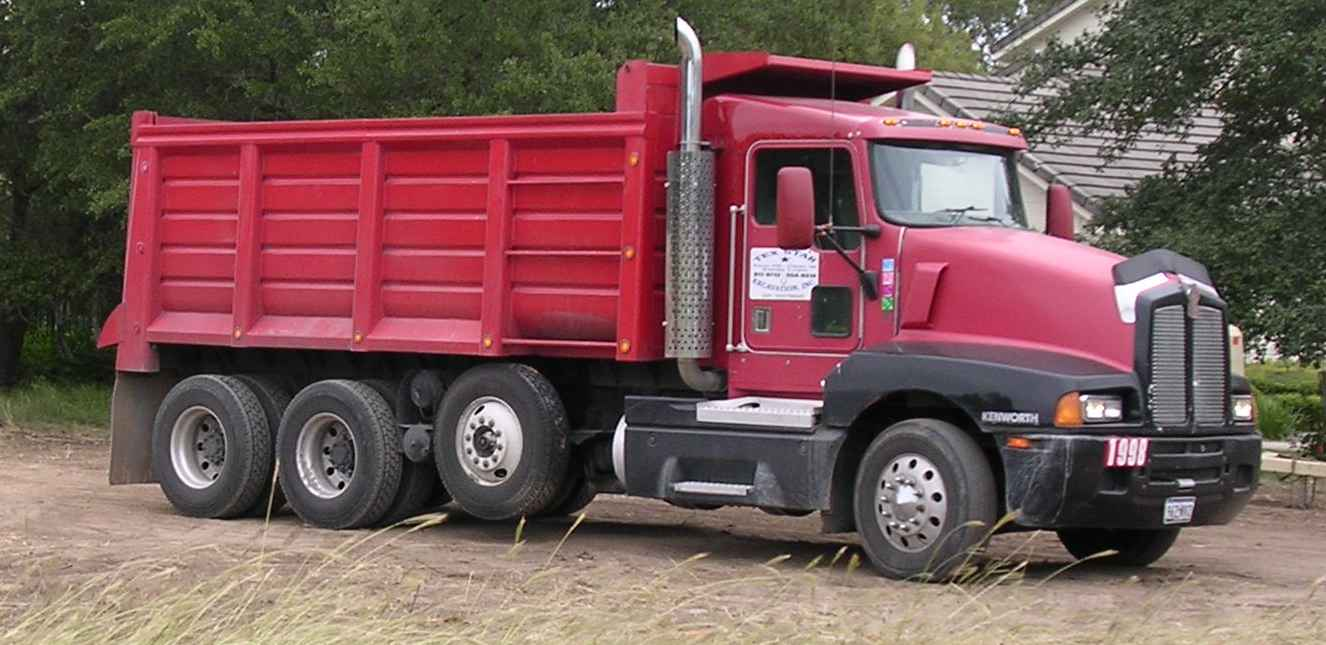
Camió de trabuc amb tres "eixos": dos de fixos i un de mòbil accionat per aire (desactivat en la imatge)

### Ferrocarrils

#### Joc de rodes
Format per dues rodes unides rígidament a un eix.

#### Bogi
Generalment format per quatre rodes muntades en un xassís giratori al voltant d’un eix vertical.

#### Bissell
Tren de rodes pivotant que facilita el pas per corbes.

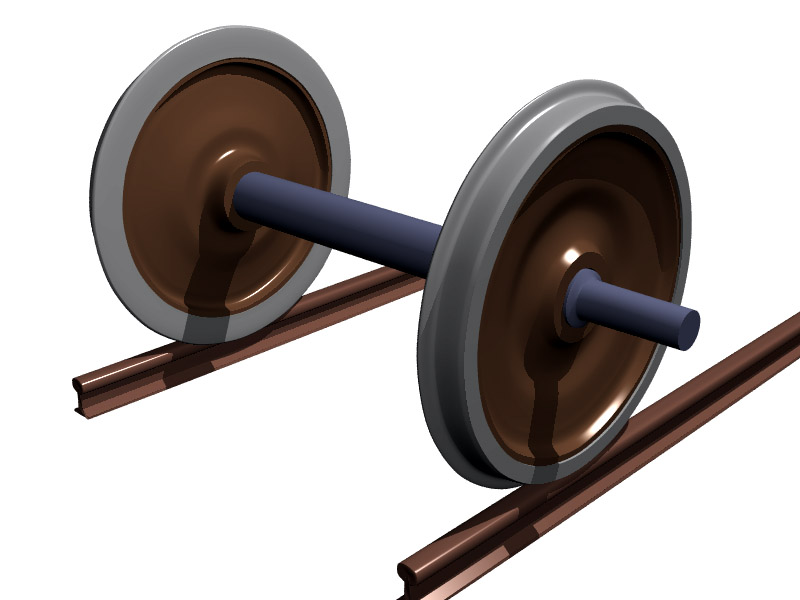
Joc de rodes tradicional en els ferrocarrils.
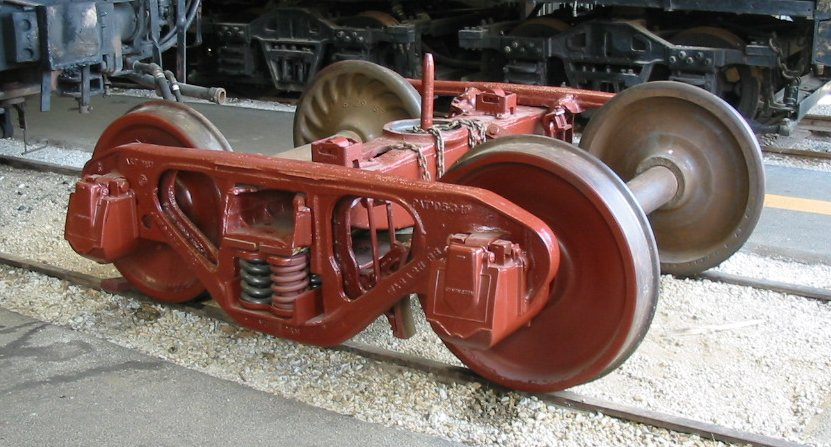
Bogi
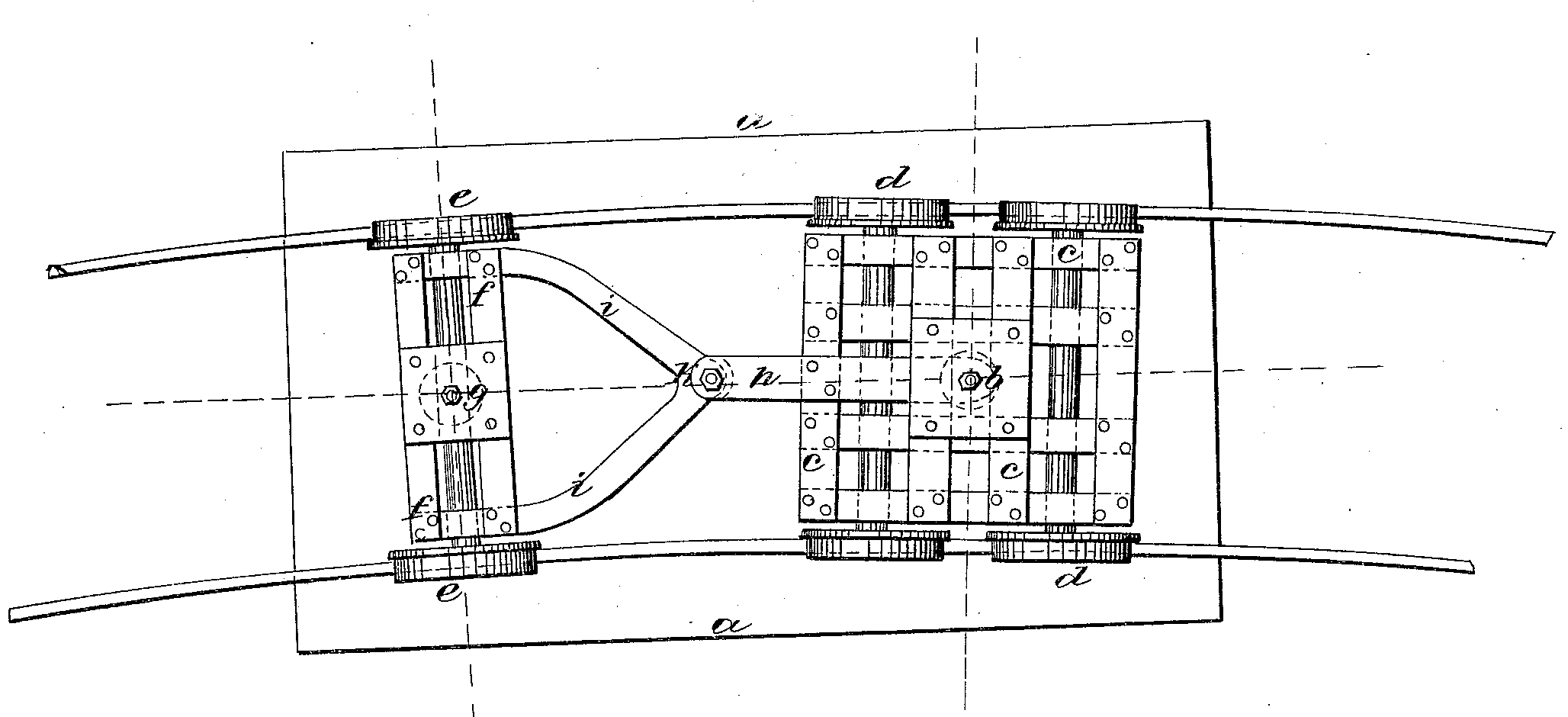
Patent del sistema Bissell: eix Bissell (Bissell truck, Bissell axle). Les dues rodes de l'esquerra estàn muntades en una estructura giratòria (que facilita la inscripció en trams de via corbats.

### Avions
El tren d’aterratge dels avions de la Primera Guerra Mundial constava de dues rodes unides per un eix horitzontal. El conjunt anava unit a l’avió amb una estructura adequada. Hi havia eixos carenats.
- Aquest eix era la causa de molts accidents, sovint mortals, quan calia aterrar sobre camps amb herba alta o cereals amb tiges elevades. L’avió tenia una gran tendència a capotar («nose over»).[26]

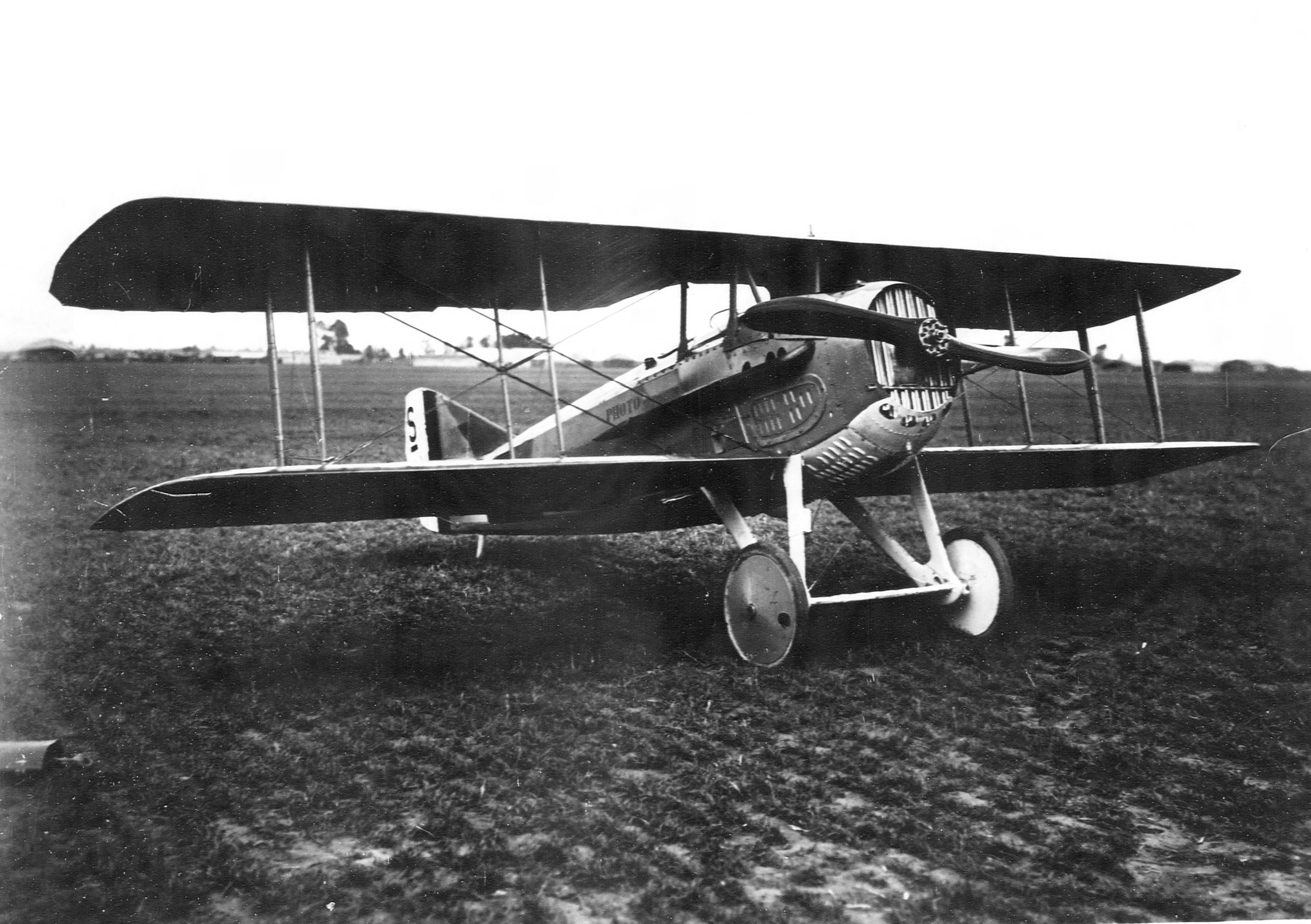
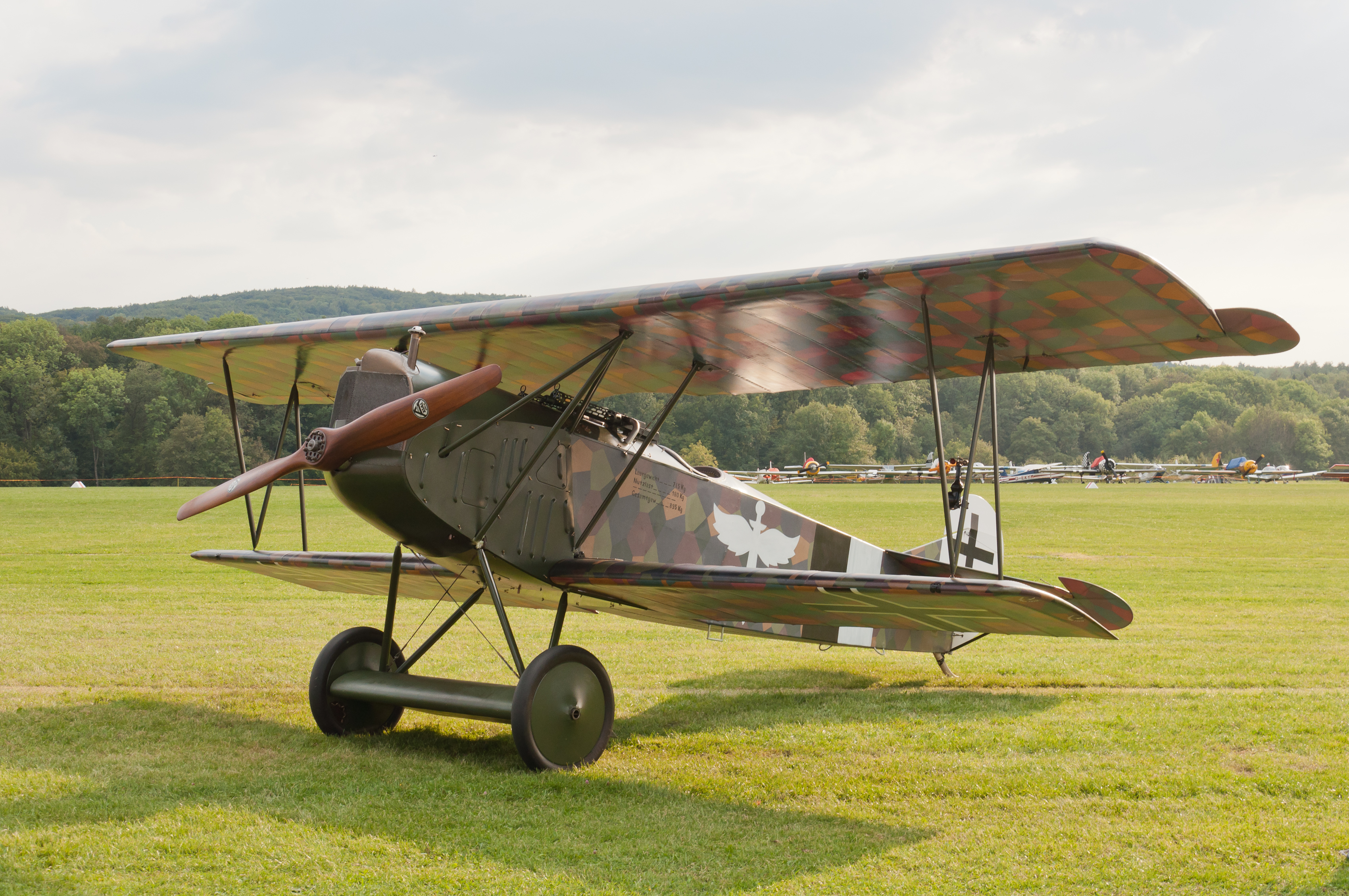

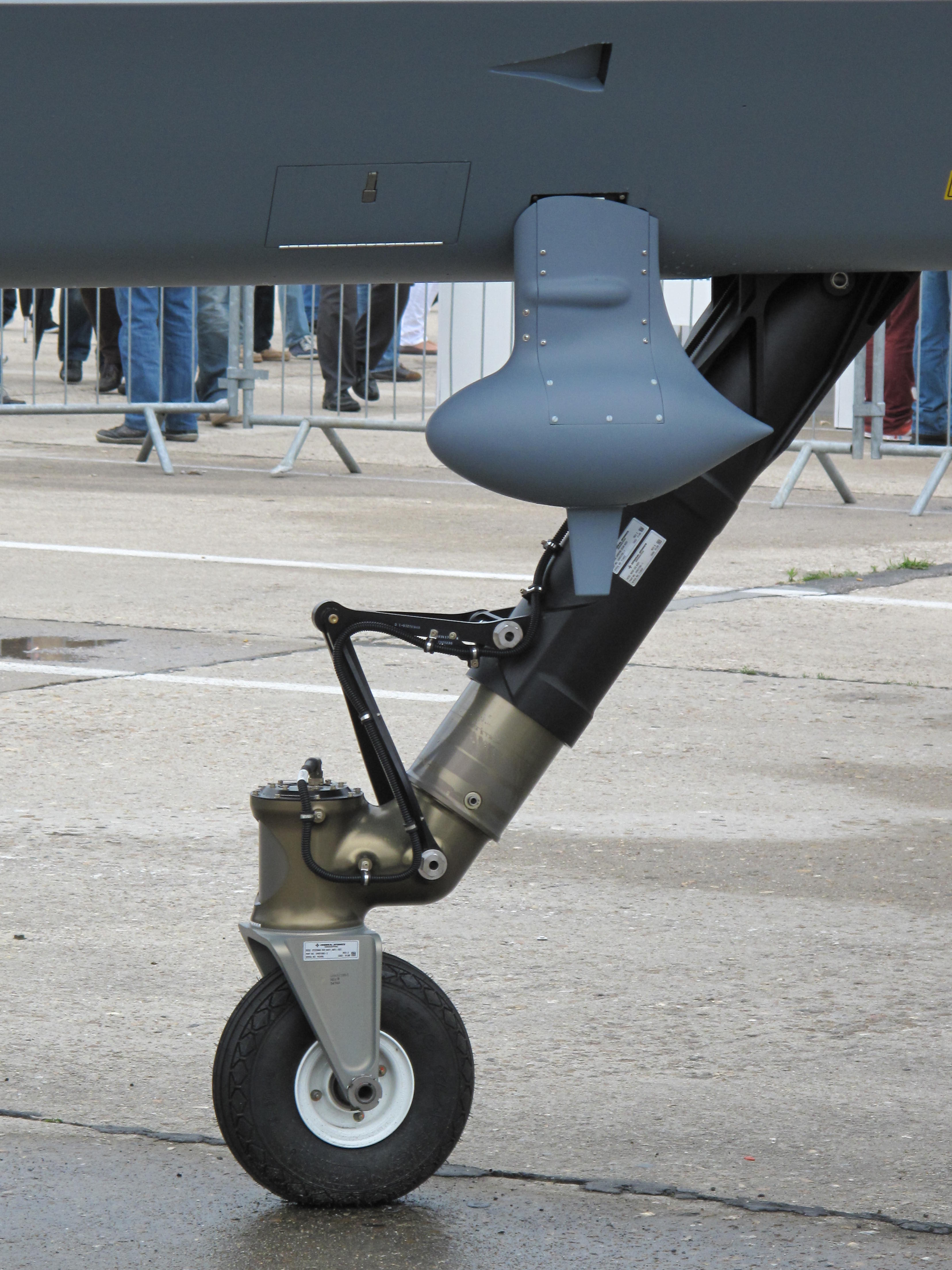
Roda davantera
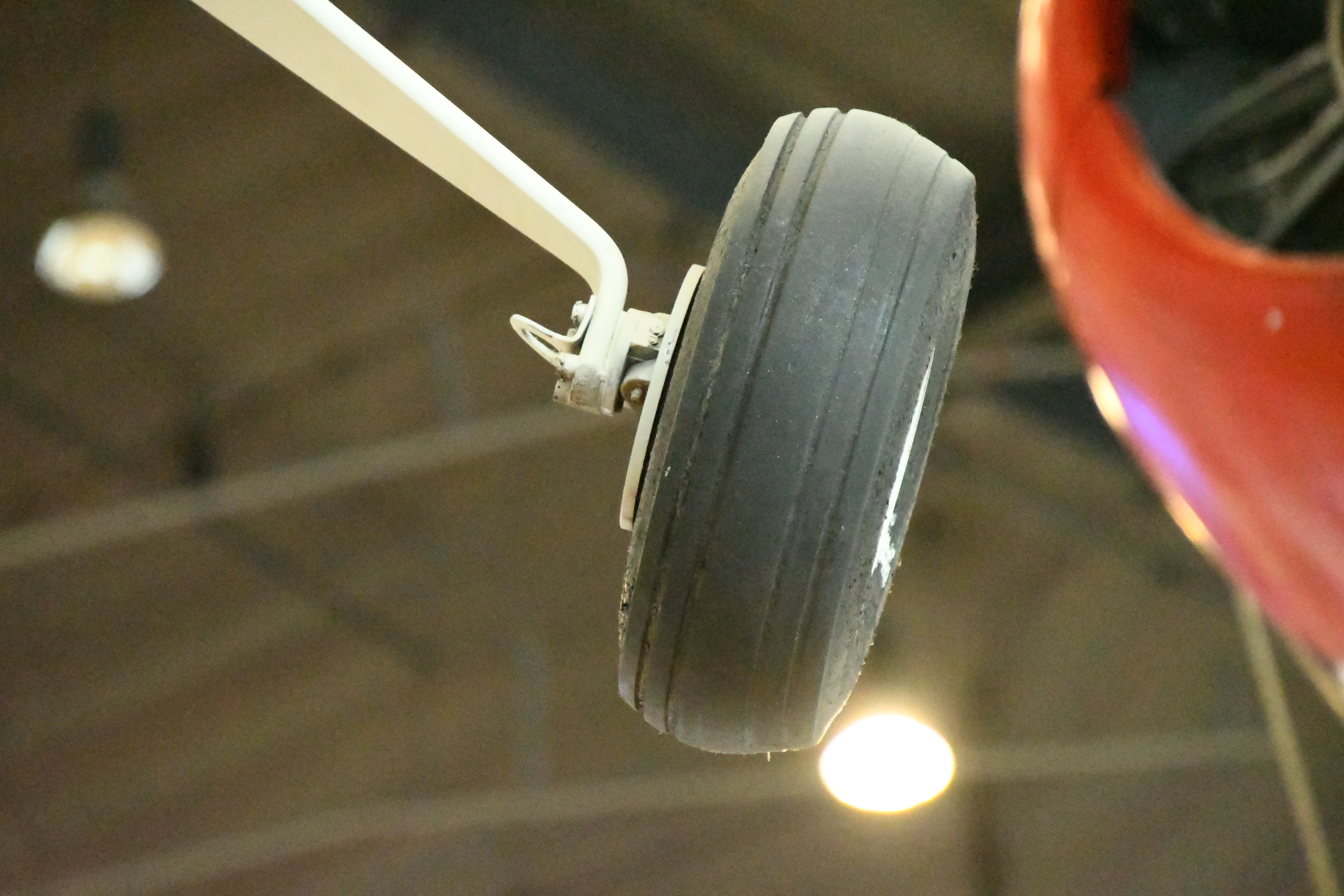
Roda lateral esquerra. Muntada en voladís
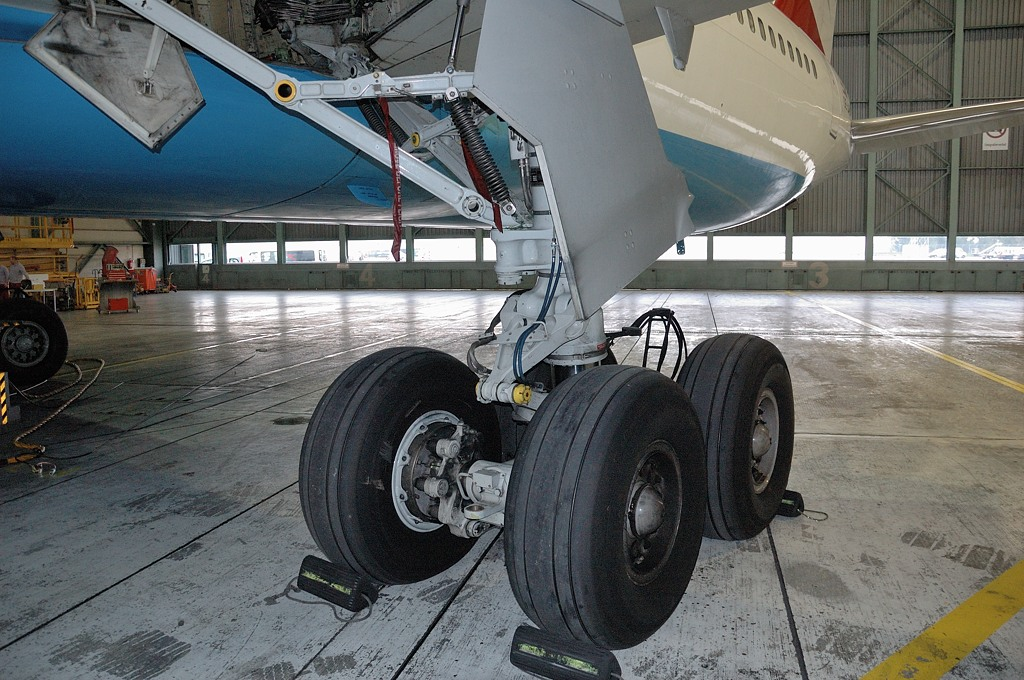
Bogi aeronàutic

## Projecte de peces
Cada eix i cada arbre ha de satisfer una sèrie de demandes segons unes previsions inicials. Tot i que sovint els prototipus es dimensionen sense cap projecte, les peces importants s'haurien de realitzar seguint un projecte tècnic. Hi ha obres especializades que expliquen còm projectar les peces indicades.

### Dades inicials
- Forces externes (càrrega i reaccions)
  - Eventuals forces puntuals, xocs, ...etc
- Moments externs i reaccions
- Resistència de la peça
- Deformacions elàstiques de la peça
- Resistència a la fatiga
- Fregaments en funcionament
  - Fregament directes entre peça i suport
  - Fregament emprant coixinets
    - En sec
    - Amb bany de lubricant
    - Amb bany d'aire a pressió

  - Fregaments emprant rodolaments

### Projecte
A partir de les dades anteriors o similars, s'escollirà un material, un tractament tèrmic i un tractament superficial (duresa i altres). La peça serà dimensionada i verificada amb càlculs. Sovint caldrà fer proves pràctiques amb peces reals i exercint funcions reals.

### Materials
Els eixos i arbres de potència eren de fusta. Posteriorment hi hagué eixos de ferro colat i de ferro forjat industrial. Des de fa molts any són freqüents els eixos d’acer.

#### Acers
Hi ha normes i recomanacions per a eixos i arbres. Els acers més freqüents són: al carboni i al Cr-Mo.

#### Aliatges lleugers
Hi ha hagut prototipus de bicicletes amb arbre de transmissió d'alumini.

#### Materials compòsits
Hi ha dades i proves d’eixos de resina epoxi i fibra de vidre.